# Bahjoi
Bahjoi (hindi बहज़ोई) – miasto w północnych Indiach w stanie Uttar Pradesh, na Nizinie Hindustańskiej.
Populacja miasta w 2001 roku wynosiła 29 993 mieszkańców.